# Cho Seung-hee
Cho Seung-hee (hangul: 조승희; hanja: 曺承希; rr: Jo Seung-hui; MR: Cho Sŭnghŭi; Gwangju, 3 de junho de 1991), mais conhecida na carreira musical apenas como Seunghee (hangul: 승희), é uma atriz e cantora sul-coreana. Realizou sua estreia no cenário musical em 2013 no grupo feminino F-ve Dolls. Em setembro de 2015, estreou como integrante do grupo feminino DIA, anunciando sua saída do mesmo em abril de 2016.

## Biografia
Cho nasceu em 3 de junho de 1991 em Gwangju, na Coreia do Sul. Ela venceu o concurso de beleza Miss Chunhyang Pageant em 2012. Seunghee atualmente frequenta a Universidade Kookmin, cursando cinema.

## Carreira

### Pré-estreia
Seunghee realizou testes para Woollim Entertainment e FNC Entertainment, mas acabou escolhendo a Woollim para dar início ao seu treinamento como trainee. Em 2012, ela apareceu em Running Man com Jiae do grupo Lovelyz e Yeonkyung do grupo The Seeya como "Woollim Girls". Mais tarde, ela mudou-se para a Core Contents Media (atual MBK Entertainment).

### 2013–15: Início de carreira
Em julho de 2013, Seunghee foi escolhida para juntar-se ao grupo feminino F-ve Dolls como a nova maknae do grupo. Além de suas atividades musicais, ela teve diversos trabalhos na televisão. Ela começou sua carreira de atriz em 2014 com participações em Mr. Back e Triangle, lançando uma trilha sonora para o último, intitulada "Kiss and Cry" em colaboração com Jiyeon do T-ara e Shorry J. do Mighty Mouth. Seunghee também teve um papel coadjuvante na série The Night Watchman's Journal da MBC.
Em fevereiro de 2015, juntou-se ao grupo projeto da MBK, TS, junto de integrantes do T-ara, The Seeya e Speed, lançando o single especial de inverno "Don't Forget Me". Em 10 de março, a MBK Entertainment anunciou que F-ve Dolls se separou oficialmente, apesar de Seunghee ainda continuar gerenciada pela MBK Entertainment. No mesmo mês, ela foi confirmada como parte do elenco da série de televisão The Producers, da KBS.
Ainda em março, a MBK anunciou que Seunghee iria participar do T-ara Little Sister Girl Group um reality show que visava escolher as integrantes do novo grupo da MBK através da escolha do público. O programa acabou sendo cancelado e Seunghee foi internamente escolhida como a líder do grupo, que estreou sob o nome DIA em 14 de setembro de 2015 com o lançamento do álbum de estúdio Do It Amazing.

### 2016–presente: Trabalhos na televisão
Em abril de 2016, foi confirmada para o elenco da série da KBS, The Unusual Family. Foi revelado que seu contrato com a MBK iria expirar em 30 de abril, mas ela ainda estava em negociações para sua renovação. Ela anunciou sua saída do DIA para seguir sua carreira de atriz depois de seu desligamento da MBK Entertainment. Seunghee então assinou um contrato exclusivo com a JG Entertainment e participou de várias séries, incluindo 109 Stranger Things (2017), Bravo My Life (2017) e My First Love (2018).

## Discografia

### Singles
| Título                                 | Ano  | Álbum        |
| -------------------------------------- | ---- | ------------ |
| "Kiss and Cry" (com Jiyeon e Shorry J) | 2014 | Triangle OST |
| "Don't Forget Me" (나를 잊지 말아요)   | 2015 | White Snow   |

Créditos de composição
| Ano  | Canção                           | Álbum         | Com                  |
| ---- | -------------------------------- | ------------- | -------------------- |
| 2015 | "My Polaris" (내 마음에 별 하나) | Do It Amazing | Monster Factory Daum |

## Filmografia

### Séries de televisão
| Ano  | Título                    | Papel        | Emissora      | Nota(s)                        |
| ---- | ------------------------- | ------------ | ------------- | ------------------------------ |
| 2014 | Mr.Back                   | ela mesma    | MBC           | Aparição especial              |
| 2014 | Triangle                  | ela mesma    | MBC           | Aparição especial (episódio 6) |
| 2014 | Diary of a Night Watchman | Young-geun   | MBC           |                                |
| 2015 | The Producers             | Yoo-joo      | KBS2          |                                |
| 2015 | Sweet Temptation          | ela mesma    | Naver TV Cast | Aparição especial              |
| 2016 | The Unusual Family        | Heo Soon-sim | KBS1          |                                |
| 2017 | Wednesday 3:30 PM         | Choi Sun-ah  | SBS Plus      |                                |
| 2017 | 109 Stranger Things       | Shin Ki-yoon | Naver TV Cast | Websérie                       |
| 2017 | Bravo My Life             | Mi-so        | SBS           |                                |
| 2018 | My First Love             | Baek Na-hee  | OCN           |                                |

## Videografia
| Aparições em videoclipes   | Aparições em videoclipes | Aparições em videoclipes |
| Canção                     | Ano                      | Artista(s)               |
| -------------------------- | ------------------------ | ------------------------ |
| "Little Apple" (작은 사과) | 2014                     | T-ara Chopstick Brothers |
| "Again" (헤어졌다 만났다)  | 2014                     | Davichi                  |
| "Tell Me"                  | 2014                     | The Seeya                |
| "The Song of Love"         | 2014                     | The Seeya                |